# Pasqualati-Haus
Het Pasqualati-Haus is een historisch huis in de binnenstad van de Oostenrijkse hoofdstad Wenen. Er is een museum gevestigd dat aan Ludwig van Beethoven is gewijd.
Het huis werd in 1797 gebouwd in opdracht van Johann Baptist Freiherr van Pasqualati en Osterburg, de lijfarts van Maria Theresia van Oostenrijk. Van Beethoven woonde hier meermaals in de periode tussen 1804 en 1813. Hij schreef meerdere belangrijke composities in dit huis, waaronder de eerste twee versies van zijn opera Fidelio, zijn vijfde en zesde symfonie en zijn vioolconcert.
Het museum is ingericht op de vierde verdieping waar Beethoven in die tijd zou hebben verbleven. De componist loofde het uitzicht dat hij van hieruit had. Het Beethoven-Haus in Bonn bevestigt het huis als woonadres van Beethoven, maar heeft twijfel of hij werkelijk in het appartement aan deze zijde heeft gewoond.
Het museum bestaat uit verschillende kamers waar herinneringsstukken bijeengebracht zijn. Onder meer is een piano met vijf pedalen te zien, verschillende replica's van partituren en allerlei portretten van componisten.

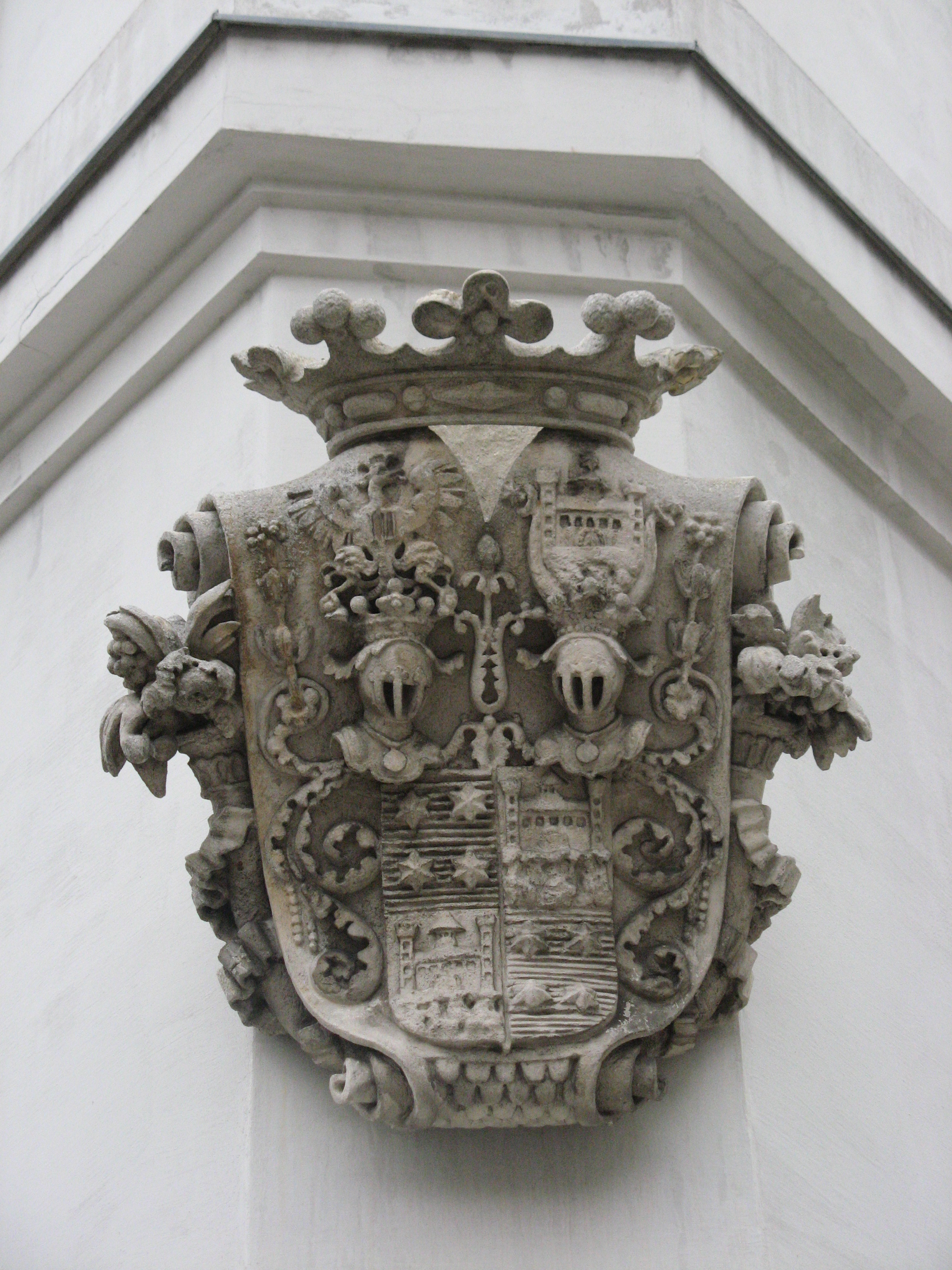
Wapen van de Pasqualati's op de hoek van het huis